# 성산면 (강릉시)
성산면(城山面)은 대한민국 강원특별자치도 강릉시의 면이다.

## 개요
성산면은 태백준령 기슭에 위치한 영동의 관문으로 도시적 편리함과 전원적 쾌적함이 공존하고, 역사와 전통이 계승 보존된 문화유산을 보유하고 있으며 울창한 산림과 맑은계곡이 조화를 이루는 천혜의 청정환경 지역이다.

## 행정 구역
| 법정리 | 한자명 | 행정리           |
| ------ | ------ | ---------------- |
| 구산리 | 邱山里 | 구산리           |
| 관음리 | 觀音里 | 관음1리, 관음2리 |
| 금산리 | 金山里 | 금산1리, 금산2리 |
| 보광리 | 普光里 | 보광1리, 보광2리 |
| 산북리 | 山北里 | 산북1리, 산북2리 |
| 송암리 | 松岩里 | 송암리           |
| 어흘리 | 於屹里 | 어흘리           |
| 오봉리 | 五峰里 | 오봉리           |
| 위촌리 | 渭村里 | 위촌1리, 위촌2리 |

## 학교
- 송양초등학교
- 성산초등학교

## 문화재

### 보물
- 강릉 보현사 낭원대사탑 - 보물 제191호
- 강릉 보현사 낭원대사탑비 - 보물 제192호

### 강원도 유형문화재
- 오봉서원 - 강원도 유형문화재 제45호
- 임경당 - 강원도 유형문화재 제46호
- 상임경당 - 강원도 유형문화재 제55호
- 강릉 관음리 오층석탑 - 강원도 유형문화재 제112호